# Bangunsari (Pacitan)
Bangunsari is een bestuurslaag in het regentschap Pacitan van de provincie Oost-Java, Indonesië. Bangunsari telt 4279 inwoners (volkstelling 2010).